# Pterocryptus burmensis
Pterocryptus burmensis är en stekelart som beskrevs av Gupta 1983. Pterocryptus burmensis ingår i släktet Pterocryptus och familjen brokparasitsteklar. Inga underarter finns listade i Catalogue of Life.